# Pinto
Pinto, pleme američkih Indijanaca iz grupe Carrizo, porodica Comecrudan, nastanjeno sredinom 18. stoljeća preko sjevernog Tamaulipasa i susjednog južnog Teksasa. Godine 1749. jedna grupa je uočena kod San Fernanda u Tamaulipasu, a ostali su živjeli na obje strane Rio Grande, dijelom u sektoru poznatom kao Reynosa-McAllen. Godine 1757. imaju selo na jugu okruga Hidalgo u Teksasu. Neke obitelji Pinto Indijanaca dolaze na misije San Fernando i Nuevo Santander u sjevernom Tamaulipasu. U kasnijim vremenima žive blizu Lareda duž Rio Grande, a njihovih potomaka održalo se blizu Reynose sve do 1900.

## Vanjske poveznice
- Pinto Indians